# Antiatlas
Antiatlas (arabisk: الأطلس الصغير, berbisk: Aṭlas Ameẓyan), Lille Atlas eller Lille Atlas er en bjergkæde i Marokko, der en del af Atlasbjergene i den nordvestlige del af Afrika. Anti-Atlas strækker sig fra Atlanterhavet i sydvest mod nordøst, til højderne af Ouarzazate og længere øst til byen Tafilalt, i alt en afstand på ca. 500 km. Mod syd grænser området mod Sahara.
Antiatlas er et øde område med klippefyldte kløfter og måneagtige landskaber, hvor kontrasterne er ekstreme. Det meste af landet er tørt og goldt, men enkelte steder samles vand og danner klare bassiner. Landsbyer i området er begrænset til enkelte små huse omgivet af palmer.
I nogle sammenhænge anses Antiatlas for at være adskilt fra Atlasbjergene deraf navnet anti".

## Geografi
Toppene i Antiatlas når gennemsnitlige højder på 2.500 til 2.700 moh., men nogle få toppe når højere. Mod nord ligger et plateau der er 1.700 – 1.800 moh. Mod syd ligger Sahara-højlandet omkring 700 moh. På Ouarzazats højder gennemskæres massivet af Draa-dalen, der åbner mod syd.
Antiatlas-området er en traditionel Berber-region, beboet af Chleuh-gruppen. Der er tyndt befolket, og der er ingen store byer i området. Den største by er Tafraoute, der er blevet beskrevet som "Marokkos Berber-hjerteland". Der er hulemalerier i visse områder.

### Omkringliggende bjerge
Den østlige forlængelse af Anti-Atlas er Jbel Saghro-området. Jbel Sirwa er dens nordlige forlængelse og forbinder kæden med et afsnit af Høje Atlas. Toppen af Jbel Sirwa, der er af vulkansk oprindelse, når 3.304   moh. Jbel Bani er en meget lavere kæde, der løber langs sydsiden af Antiatlas.

### Tilblivelse
Afrikas klippegrund (den afrikanske plade) blev dannet i præambrien (for ca. 4.500 til 550 millioner år siden) og er meget ældre end Atlasbjergene. Antiatlas-kæden udvikledes endnu senere.
Antiatlas blev dannet i Paleozoic (~ 300 millioner år siden) som et resultat af kontinentale kollisioner. Nordamerika, Europa og Afrika var forbundet som en del af to tidligere kontinenter, Euramerica og Gondwana, som stødte mod hinanden for at skabe de tidligere atlasbjerge og blev oprindeligt dannet som en del af Pangæa som også dannede Appalacherne. De blev dannet da Gondwana (inklusive Afrika) og Euramerica (Amerika) kolliderede. Der er tegn på, at bjergkæden engang var en langt højere end Himalaya er i dag.
Senere blev, i de paleogene og neogene perioder (for 66 millioner til ~ 1,8 millioner år siden), de resterende bjergkæder, der i dag udgør Atlas, dannet, da landmasserne i Europa og Afrika kolliderede i den sydlige ende af den iberiske halvø. Erosion fortsatte med at reducere Antiatlas-området, så det i dag er mindre massivt end Høje Atlas mod nord.

### Klima
Den årlige nedbør er typisk under 200 mm, mens de klimatiske forhold på nord- og vestskråningerne lokalt er mere våde og med muligheder for landbrug. Klimatisk er bjergene adskilt fra Middelhavets indflydelse af Høje Atlas mod nord, og derfor hører de til Saharas klimazone. Det tørreste område er Jbel Saghro.

### Flora
I de mindst tørre områder mod vest og nord er en stor del af jorden dækket med timian, rosmarin og andre planter med lavt vandbehov, såsom argantræet. Overgangen til ørkenen er gradvis mod syd. Den marokkanske citron vokser i området.

## Mennesker
Antiatlas-området er en traditionelt Berber- region, beboet af Chleuh-gruppen. Det er tyndt beboet, og der er ingen store byer i området. Den største by er Tafraoute, der er blevet beskrevet som "Marokkos Berber-hjerteland." Ofte er afstandene fra den ene landsby til den anden så store, at der ikke er kontakt mellem dem. Der er neolitiske hulemalerier i visse områder.
I landskabet i Antiatlas findes mange små kasbaher (små fæstninger). I tidligere tider var kasbaher vigtige som et sted for forsvar og som forsyningsdepot for beboerne i de små landsbyer. Disse fraflyttes dog i stigende grad, og marker forbliver udyrkede. Med den fortsatte migration fra jorden forfalder også de vandingssystemer, der er nødvendige for landbruget.